# Velika kameja Francije
Velika francoska kameja (francosko Grand Camée de France) je petslojna cesarsko-rimska kameja iz oniksa iz okoli leta 23. ali 50—54 n. št. . Velika je 31 krat 26,5 cm. Zdaj je v Bibliothèque Nationale v Parizu.
Je največja ohranjena rimska cesarska kameja. Bila je predmet velike vrednosti in prestiža, skoraj zagotovo za člana vladajoče  Julijsko-klavdijske dinastije. Izrezljana je s štiriindvajsetimi figurami, razdeljenimi na tri ravni. O identiteti nekaterih figur ter o pomenu in ikonografskem namenu dela se je veliko razpravljalo, vendar je jasno, da je delo namenjeno uveljavljanju kontinuitete in dinastične legitimnosti Julijsko-klavdijske dinastije.

## Ikonografija
Razlaga družinske skupine se spreminja z datumom, ki je dan gemi. V zgornjem registru so njeni pokojni ali poveličani člani, vključno z Divus Augustus. Okoliške figure so lahko Druz mlajši (sin Tiberija) in Druz starejši (Tiberijev brat), ki leti na Pegazu.
Na srednjem registru se zdi, da je cesar Tiberij ob robu svoje matere Livije; pred njima stojijo Germanik, imenovani Tiberijev naslednik, skupaj s svojo ženo Agripino starejšo, za njimi je prihodnji cesar Neron in figura Providentije (personifikacija daljnovidnosti); za Livijo in Tiberijem sta Klavdij I., cesar, če je bila kameja izdelana okoli leta 50–54 in njegova žena Agripina mlajša. Pričeska Agripine mlajše potrjuje datum kameje med njeno poroko z Klavdijem leta 49 in pristopom njenega sina Nerona kot petega rimskega cesarja leta 54.
Druga možnost bi bila, da je kameja dobila nalogo, da proslavi Tiberijevo posvojitev svojega vnuka, sina Germanika, kot dediča leta 23 in dinastično stabilnost, ki jo je zagotovil, primerljivo s prejšnjim prevzemom Germanika od Tiberija leta 4 n. št., na katerega se sklicuje tudi kameja in v Gemma Augustea. Na najnižjem registru so ujetniki barbari.

## Zgodovina
Zdi se, da je prišla v Francijo iz zakladnice bizantinskega cesarstva in je prvič potrjena v prvem inventarju zaklada Sainte Chapelle pred letom 1279. Takrat je bila znana kot Triumf Jožefa na dvoru faraona. Baldvin II., cesar Latinskega cesarstva, jo je prodal francoskemu kralju Ludviku IX., nato je bila omenjena v popisu 1279 v Sainte-Chapelle . Filip VI. Francoski jo je nato leta 1342 ali 1343 poslal papežu Klemenu VI. v Avignon, morda kot zavarovanje za finančno podporo . Leta 1363 jo je papež Klemen VII. vrnil dauphinu - kasnejšemu francoskemu kralju Karlu V. Kameja je bila nato leta 1379 ponovno prinesena v Saint-Chapelle.
Zgodovinar Nicolas-Claude Fabri de Peiresc, ki je videl gemo leta 1620, je bil prvi novoveški človek, ki je uvidel, da gema prikazuje Julijsko-Klavdijsko skupino.
Francoski kralj Ludvik XVI. je leta 1792 prevzel kamejo in jo prinesel v  Cabinet des Médailles, da bi jo zaščitil pred francoskimi revolucionarji. Na kratko je bila ukradena leta 1804, vendar odkrita v Amsterdamu leta 1805 brez prvotnega zlatega okvirja, ki ga je zamenjal bronast, tisti ki je bil izgubljen do leta 1912. 